# Liste des plus hautes constructions des États-Unis
Les États-Unis possèdent plusieurs des plus hauts gratte-ciel du monde. Voici une liste des cinquante plus hautes constructions de ce pays, selon leur hauteur officielle.
La ville de Chicago possède certains des gratte-ciel les plus hauts du continent américain. La Willis Tower, construite entre 1970 et 1973 a été la plus haute tour du monde pendant 25 ans (1973 - 1998). La Willis Tower est à ce jour le deuxième plus haut gratte-ciel des États-Unis après le One World Trade Center à New York.
Avant les attentats du 11 septembre 2001, les tours jumelles du World Trade Center occupaient les deuxième et troisième positions sur la liste ci-dessous, la première tour s'élevant à une hauteur de 417 m et la deuxième à une hauteur de 415 m. Le One World Trade Center, qui a remplacé les anciennes tours du World Trade Center sur le site de Ground zero, constitue depuis 2013 la plus haute tour des États-Unis. La Chicago Spire (La « flèche de Chicago »), précédemment connue sous le nom de Fordham Spire (« flèche de Fordham »), était un projet de tour à Chicago, dans l'Illinois, dont la fin des travaux était prévue pour 2010. Cette tour aurait été plus haute que le One World Trade Center, puisqu'elle aurait atteint les 610 m. Cependant, des difficultés financières consécutives de la crise de 2008 ont conduit à son annulation alors que les fondations n'étaient pas encore terminées.
D'autres projets architecturaux sont en cours de construction aux États-Unis, comme le Comcast Technology Center à Philadelphie (341,7 m), le Wilshire Grand Center à Los Angeles (335,3 mètres), la Tour Salesforce à San Francisco, ou encore la Nordstrom Tower à New York (541 m). Si tous ces projets de construction arrivent à leur terme, onze des plus hauts bâtiments des États-Unis seront situés soit à New York (7 - One World Trade Center, Nordstrom Tower, 432 Park Avenue, Empire State Building, Bank of America Tower, et 3 World Trade Center, soit à Chicago (4 - Willis Tower, Trump International, Aon Center, John Hancock Building).

## Classement suivant la hauteur structurelle

Diagramme des plus hauts bâtiments des États-Unis.

Ce classement se base sur la hauteur officielle du bâtiment : les flèches sont comprises, mais les antennes exclues.
| Rang | Nom                               | Ville         | Hauteur structurelle | Hauteur dernier étage | Étages | Année |
| ---- | --------------------------------- | ------------- | -------------------- | --------------------- | ------ | ----- |
| 1    | One World Trade Center            | New York      | 541,3 m              | 386,6 m               | 104    | 2014  |
| 2    | Willis Tower                      | Chicago       | 527 m                | 412,7 m               | 108    | 1974  |
| 3    | 432 Park Avenue                   | New York      | 425,5 m              | 392,1 m               | 85     | 2015  |
| 4    | Trump International Hotel & Tower | Chicago       | 423,2 m              | 340,1 m               | 98     | 2009  |
| 5    | Empire State Building             | New York      | 381 m                | 373,1 m               | 102    | 1931  |
| 6    | Bank of America Tower             | New York      | 365,8 m              | 234,5 m               | 55     | 2009  |
| 7    | St. Regis Chicago                 | Chicago       | 363 m                | ?                     | 101    | 2021  |
| 8    | Aon Center                        | Chicago       | 346,3 m              | 328 m                 | 83     | 1992  |
| 9    | 875 North Michigan Avenue         | Chicago       | 343,7 m              | 321,3 m               | 100    | 1969  |
| 10   | Tour Salesforce                   | San Francisco | 326 m                | 296 m                 | 61     | 2018  |
| 11   | Chrysler Building                 | New York      | 318,9 m              | 252,3 m               | 77     | 1930  |
| 12   | New York Times Building           | New York      | 318,8 m              | 219,9 m               | 52     | 2007  |
| 13   | Bank of America Plaza             | Atlanta       | 311,8 m              | 222 m                 | 55     | 1992  |
| 14   | U.S. Bank Tower                   | Los Angeles   | 310,3 m              | 294,9 m               | 73     | 1990  |
| 15   | Franklin Center                   | Chicago       | 306,9 m              | 252 m                 | 60     | 1989  |
| 16   | One57                             | New York      | 306,4 m              | 275,1 m               | 75     | 2014  |
| 17   | JPMorgan Chase Tower              | Houston       | 305,4 m              | 297 m                 | 75     | 1982  |
| 18   | Two Prudential Plaza              | Chicago       | 303,3 m              | 250 m                 | 64     | 1990  |
| 19   | Wells Fargo Plaza                 | Houston       | 302,4 m              | 291 m                 | 71     | 1983  |
| 20   | Four World Trade Center           | New York      | 297,7 m              | 279,9 m               | 65     | 2014  |
| 21   | Comcast Center                    | Philadelphie  | 296,7 m              | 266,7 m               | 57     | 2008  |
| 22   | 311 South Wacker Drive            | Chicago       | 292,9 m              | 256,8 m               | 65     | 1990  |
| 23   | American International            | New York      | 290,2 m              | 243,8 m               | 67     | 1932  |
| 24   | Key Tower                         | Cleveland     | 288,6 m              | ?                     | 94     | 1991  |
| 25   | One Liberty Place                 | Philadelphie  | 288 m                | 238,9 m               | 61     | 1987  |
| 26   | 30 Park Place                     | New York      | 282,2 m              | 265 m                 | 67     | 2016  |
| 27   | Columbia Center                   | Seattle       | 284,4 m              | 275 m                 | 76     | 1984  |
| 28   | 40 Wall Street                    | New York      | 282,5 m              | 254,8 m               | 71     | 1930  |
| 29   | Bank of America Plaza             | Dallas        | 280,7 m              | ?                     | 72     | 1985  |
| 30   | Citigroup Center                  | New York      | 278,9 m              | ?                     | 63     | 1977  |
| 31   | Williams Tower                    | Houston       | 274,6 m              | ?                     | 64     | 1982  |
| 32   | Renaissance Tower                 | Dallas        | 270,1 m              | ?                     | 56     | 1986  |
| 33   | Bank of America Corporate Center  | Charlotte     | 265,5 m              | ?                     | 60     | 1992  |
| 34   | 8 Spruce Street                   | New York      | 271,6 m              | 265,2 m               | 76     | 2011  |
| 35   | 900 North Michigan                | Chicago       | 265 m                | ?                     | 66     | 1989  |
| 36   | SunTrust Plaza                    | Atlanta       | 264,3 m              | ?                     | 60     | 1992  |
| 37   | Trump World Tower                 | New York      | 262,3 m              | 251 m                 | 72     | 2001  |
| 38   | Water Tower Place                 | Chicago       | 261,9 m              | ?                     | 74     | 1976  |
| 39   | Aqua                              | Chicago       | 261,8 m              | 250,6 m               | 86     | 2009  |
| 40   | Aon Center                        | Los Angeles   | 261,5 m              | ?                     | 62     | 1974  |
| 41   | Transamerica Pyramid              | San Francisco | 260 m                | ?                     | 48     | 1972  |
| 42   | Comcast Building                  | New York      | 259,1 m              | 256 m                 | 70     | 1933  |
| 43   | Chase Tower                       | Chicago       | 259,1 m              | ?                     | 60     | 1969  |
| 44   | Two Liberty Place                 | Philadelphie  | 258,5 m              | ?                     | 58     | 1990  |
| 45   | Park Tower                        | Chicago       | 257,4 m              | 239,1 m               | 68     | 2000  |
| 46   | Tour Devon Energy                 | Oklahoma City | 257,2 m              | 227,3 m               | 52     | 2012  |
| 47   | US Steel Tower                    | Pittsburgh    | 256,3 m              | ?                     | 64     | 1970  |
| 48   | 56 Leonard Street                 | New York      | 250,2 m              | 242,6 m               | 57     | 2016  |
| 49   | One Atlantic Center               | Atlanta       | 249,9 m              | ?                     | 50     | 1987  |
| 50   | Legacy Tower                      | Chicago       | 249,3 m              | 231 m                 | 73     | 2010  |
| 51   | CitySpire Center                  | New York      | 248,1 m              | ?                     | 75     | 1987  |
| 52   | One Chase Manhattan Plaza         | New York      | 247,8 m              | ?                     | 60     | 1961  |

Classement actualisé au 25 novembre 2015.

## Plus hautes constructions détruites
Ce classement classe les 10 plus hauts bâtiments des États-Unis qui ont été démolis ou détruits.
- A été le plus haut bâtiment du monde.

| Nom                                  | Image | Ville        | Hauteur (mètres) | Étages | Année construit | Année démoli | Notes |
| World Trade Center I                 | Aerial view of two 110-story twin towers; the building have gray, steel exteriors, and the structure on the left is topped by a large antenna. Several skyscrapers are visible surrounding the two towers. | New York     | 417              | 110    | 1972            | 2001         | Détruit lors des attentats du 11 septembre 2001; Il a été le plus haut immeuble du monde de 1972 à 1974. |
| World Trade Center II                | Aerial view of two 110-story twin towers; the building have gray, steel exteriors, and the structure on the left is topped by a large antenna. Several skyscrapers are visible surrounding the two towers. | New York     | 415              | 110    | 1973            | 2001         | Détruit lors des attentats du 11 septembre 2001.                                                         |
| Singer Building                      | Drawing of a 50-story building with a square-cross section; a large tower projects from one corner of the building, and the tower has a rounded roofline with a tapering spire.                            | New York     | 187              | 47     | 1908            | 1968         | Démoli pour laisser place au One Liberty Plaza; Il a été le plus haut immeuble du monde de 1908 à 1909.  |
| 7 World Trade Center                 | Aerial view of a skyscraper with a trapezoidal cross section and a brown glass exterior | New York     | 186              | 47     | 1987            | 2001         | Détruit lors des attentats du 11 septembre 2001.                                                         |
| Deutsche Bank Building               | Ground-level view of a 40-story building; the highest 20 floors have a black tarp-like covering. The exterior facade has been removed from the lower 20 floors, leaving exposed steel columns visible.     | New York     | 172              | 40     | 1974            | 2011         | Démoli en raison de dommages subis lors des attentats du 11 septembre 2001.                              |
| Morrison Hotel (Chicago)             | — | Chicago      | 160              | 45     | 1926            | 1965         | Démoli pour laisser place au Chase Tower.                                                                |
| One Meridian Plaza                   | - | Philadelphie | 150              | 38     | 1972            | 1999         | Démoli en raison de dommages subis lors d'un incendie en 1991.                                           |
| City Investing Building              | Singer, City Investing & Hudson Terminal Buildings, New York City (1909). | New York     | 148              | 33     | 1908            | 1968         | Démoli avec le Singer Building pour laisser place au One Liberty Plaza.                                  |
| J.L. Hudson Company Department Store | | Détroit      | 125              | 29     | 1911            | 1998         | Fut le plus grand magasin dans le monde au moment de son achèvement.                                     |
| First National Bank Building         | | Pittsburgh   | 118              | 26     | 1912            | 1970         | |
| Landmark Tower                       | — | Fort Worth   | 116              | 29     | 1957            | 2006         | |
| Farmers Bank Building                | | Pittsburgh   | 105              | 26     | 1902            | 1997         | |

## Galerie des 20 plus hauts gratte-ciel des États-Unis.

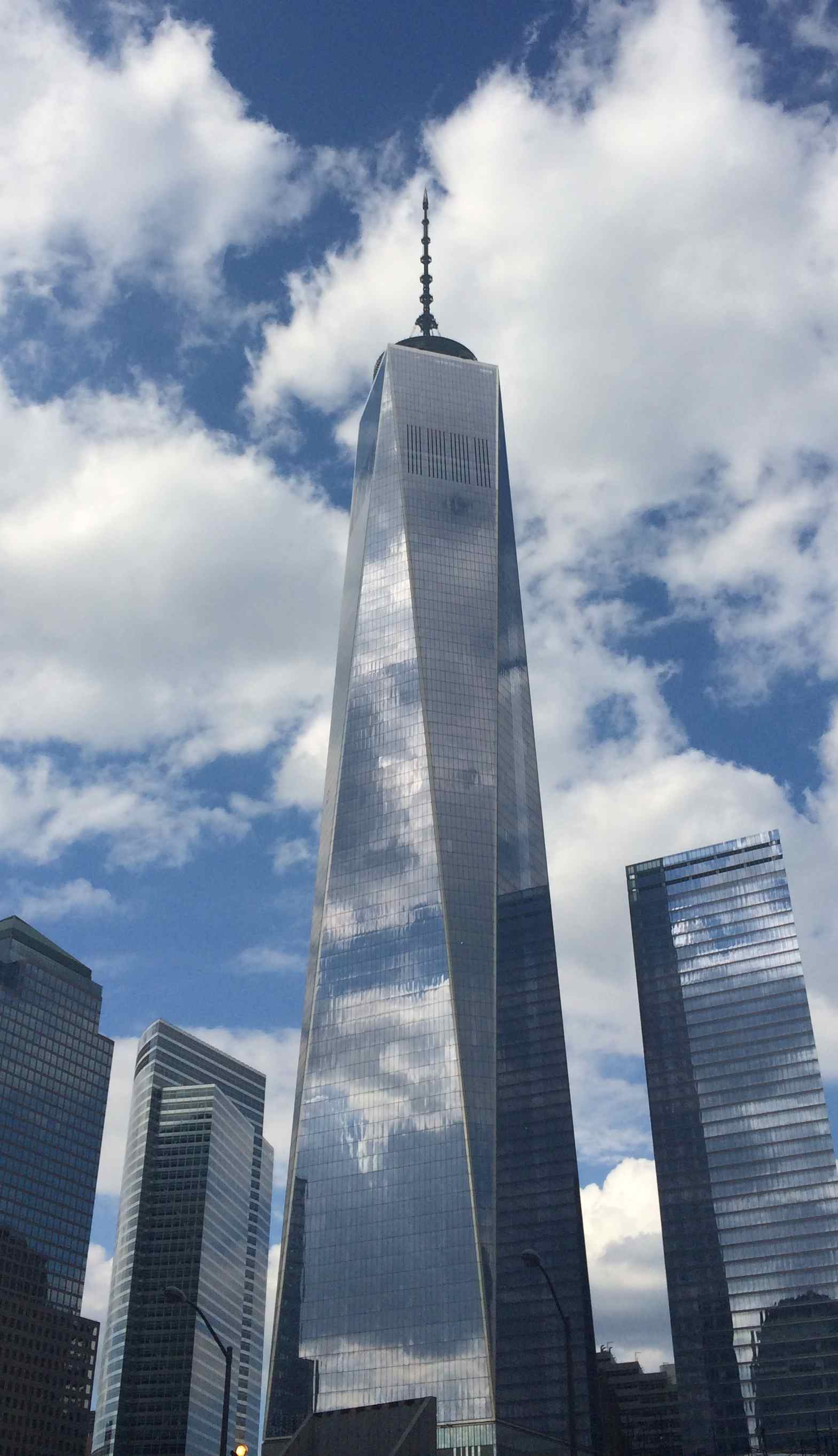
1. One World Trade Center
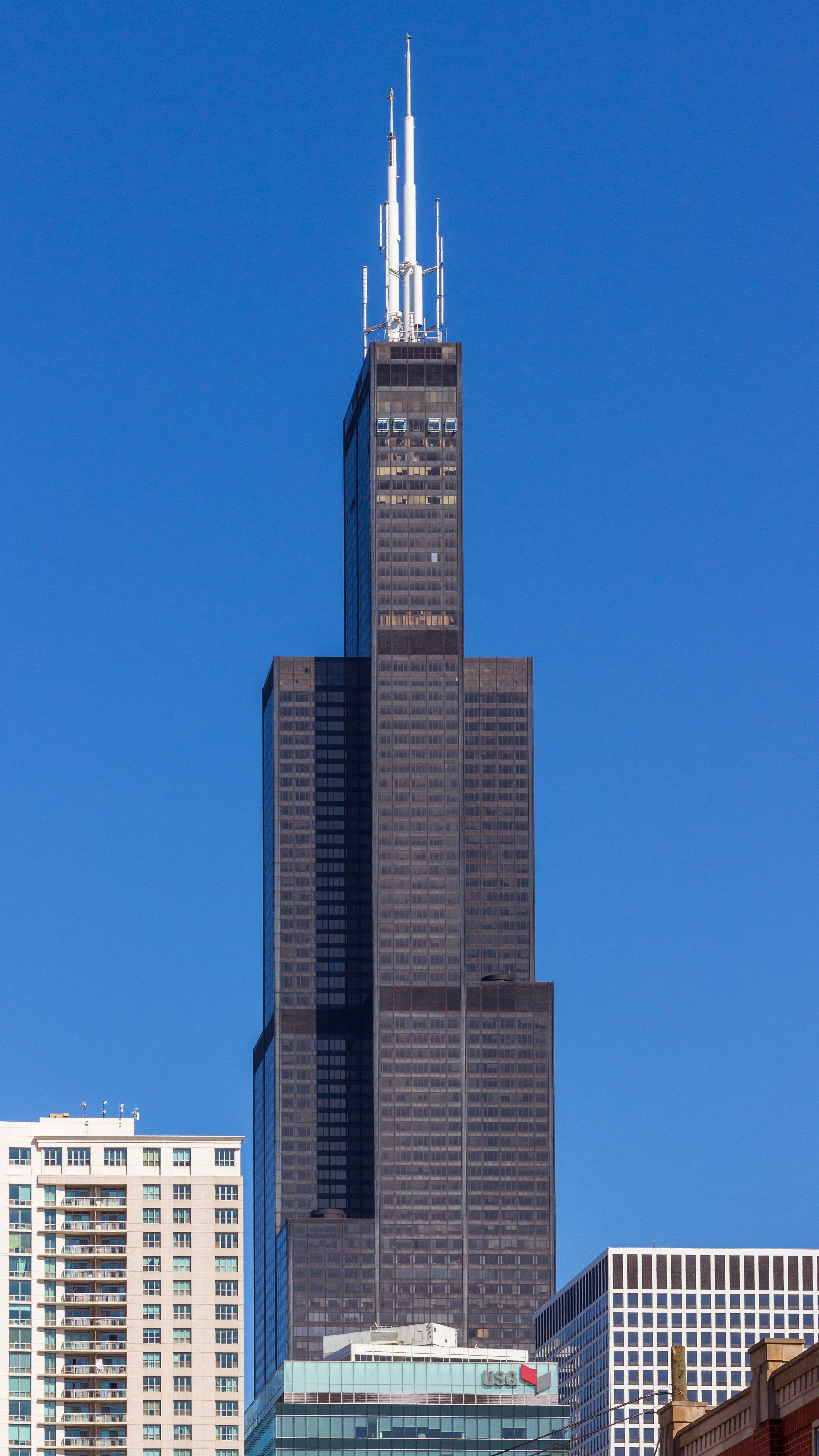
2. Willis Tower
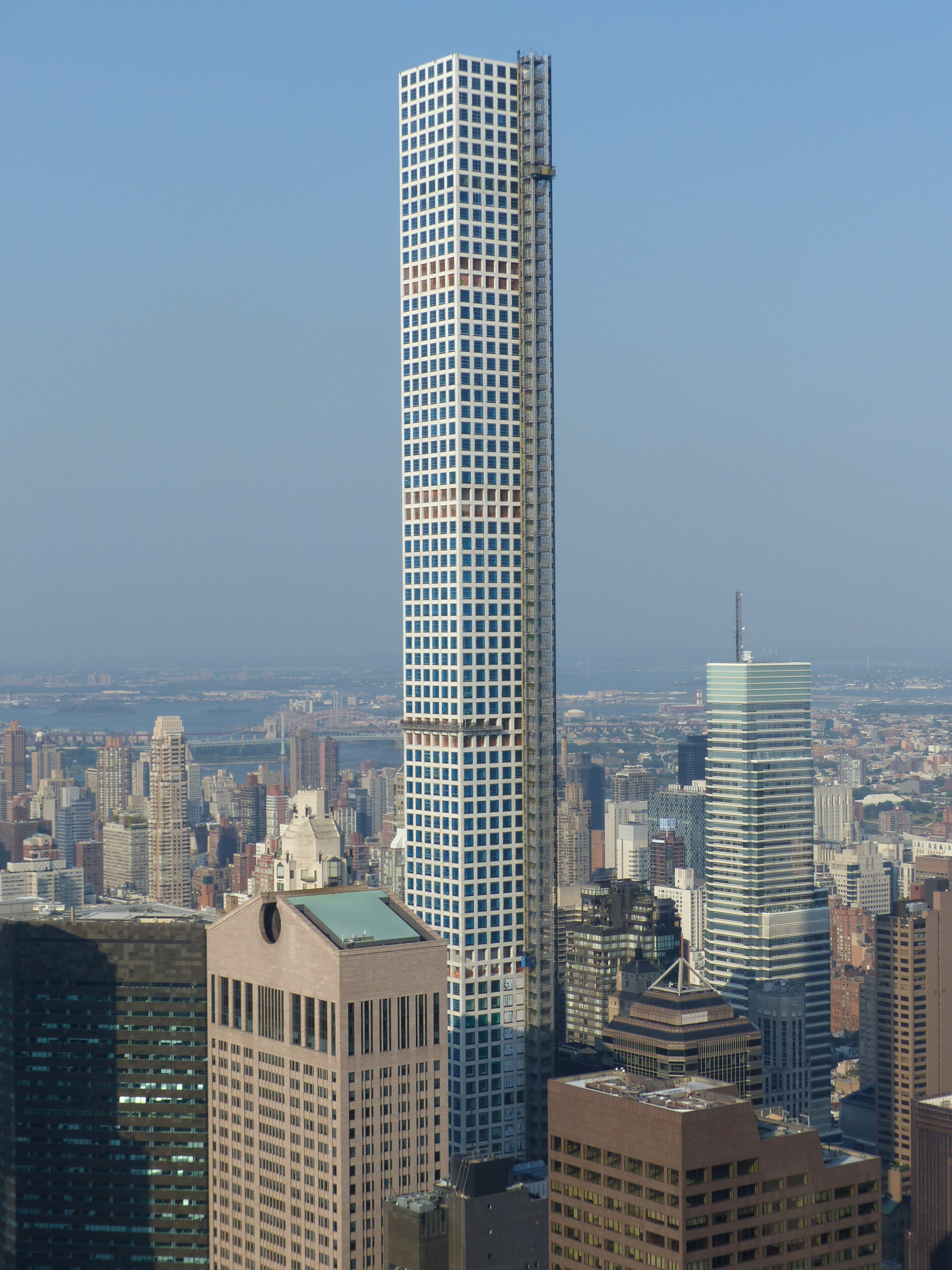
3. 432 Park Avenue
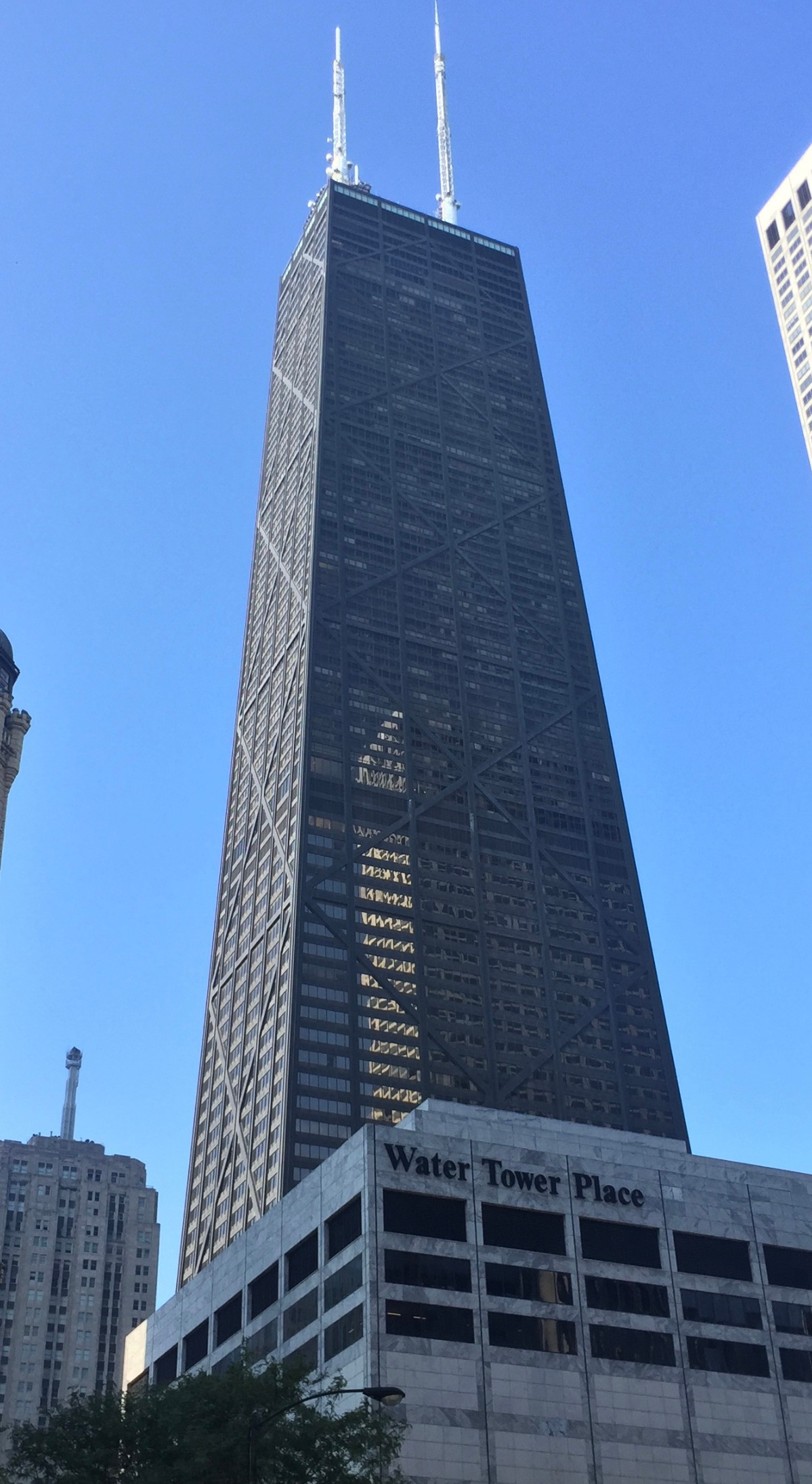
4. 875 North Michigan Avenue
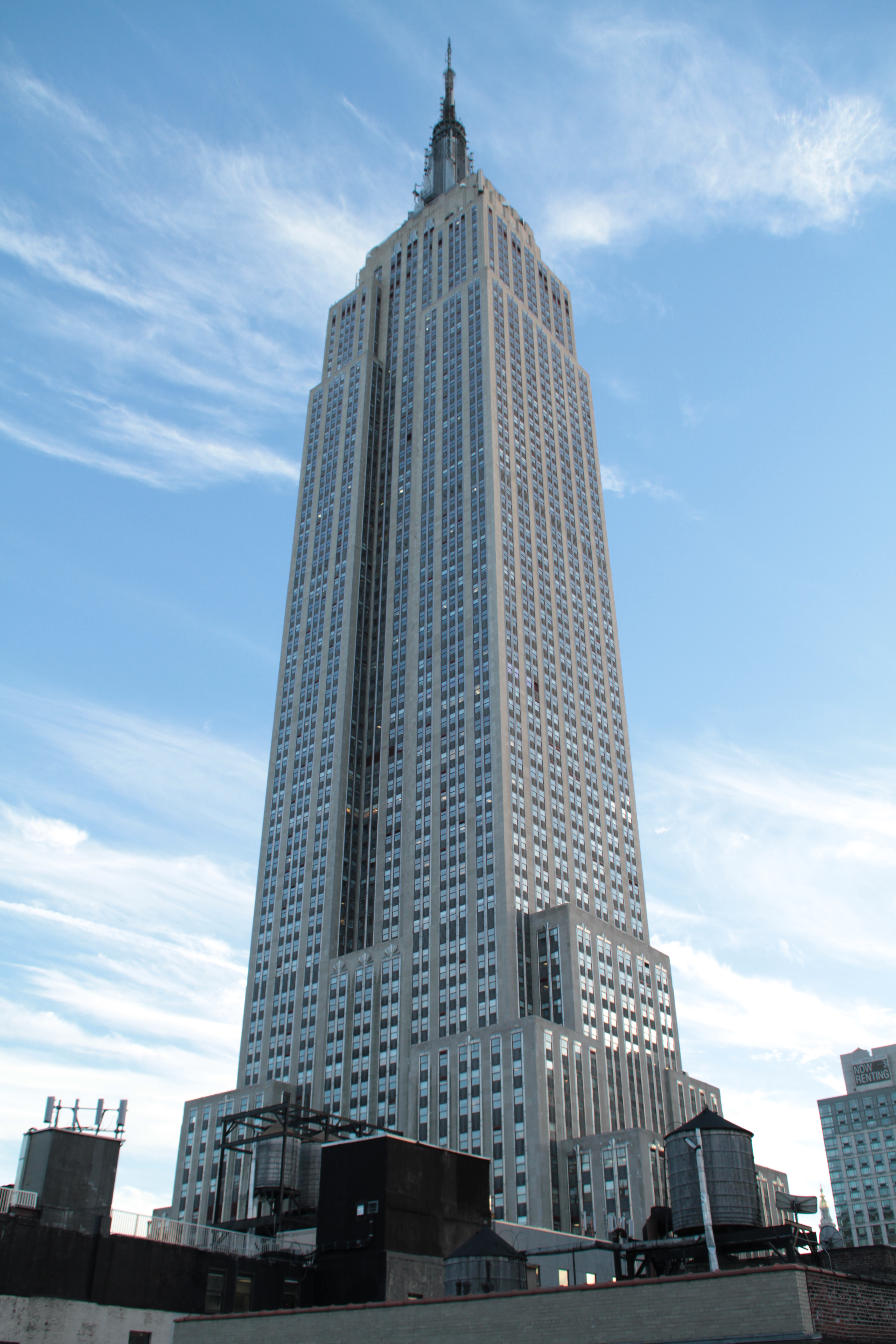
5. Empire State Building
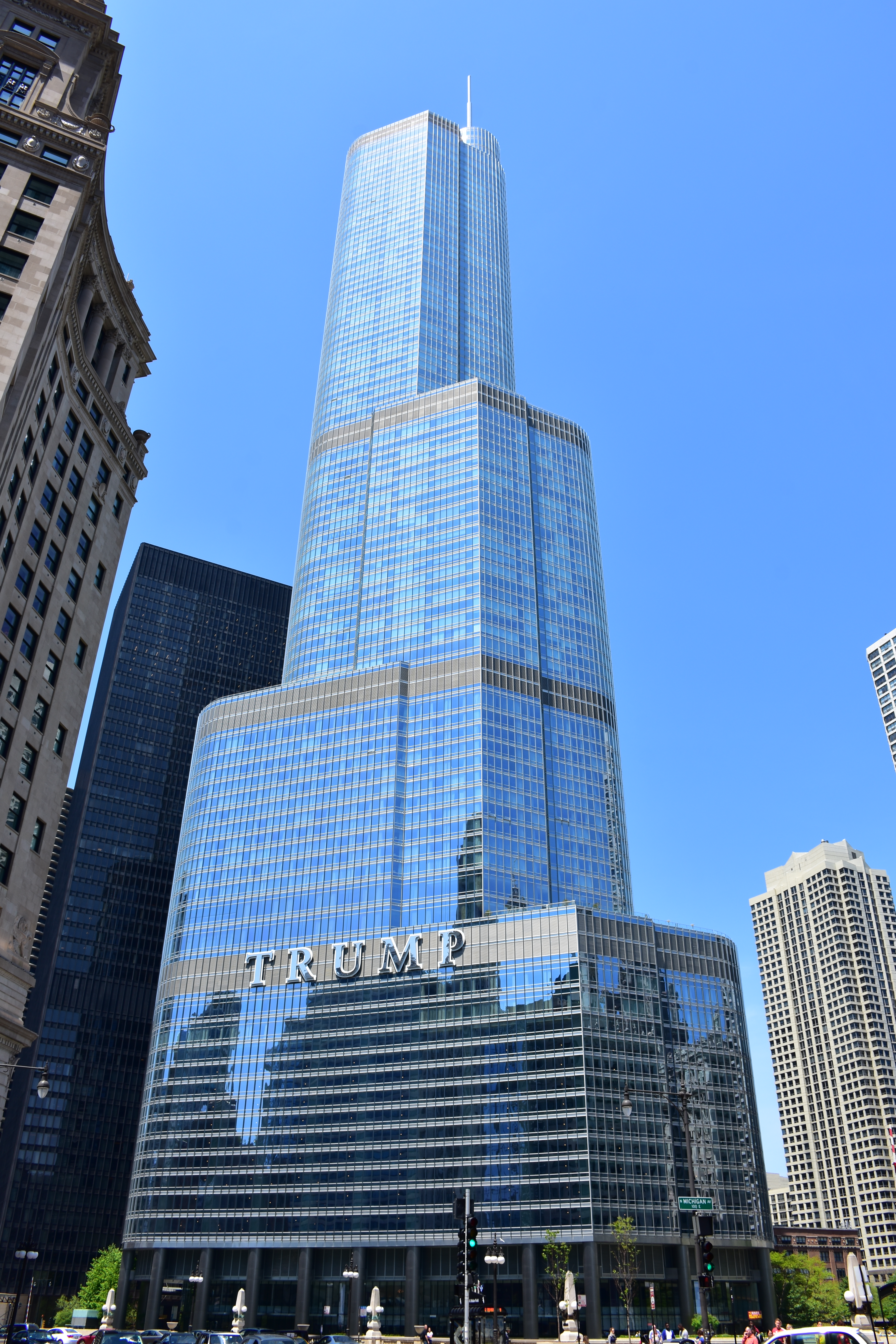
6. Trump Int. Hotel & Tower
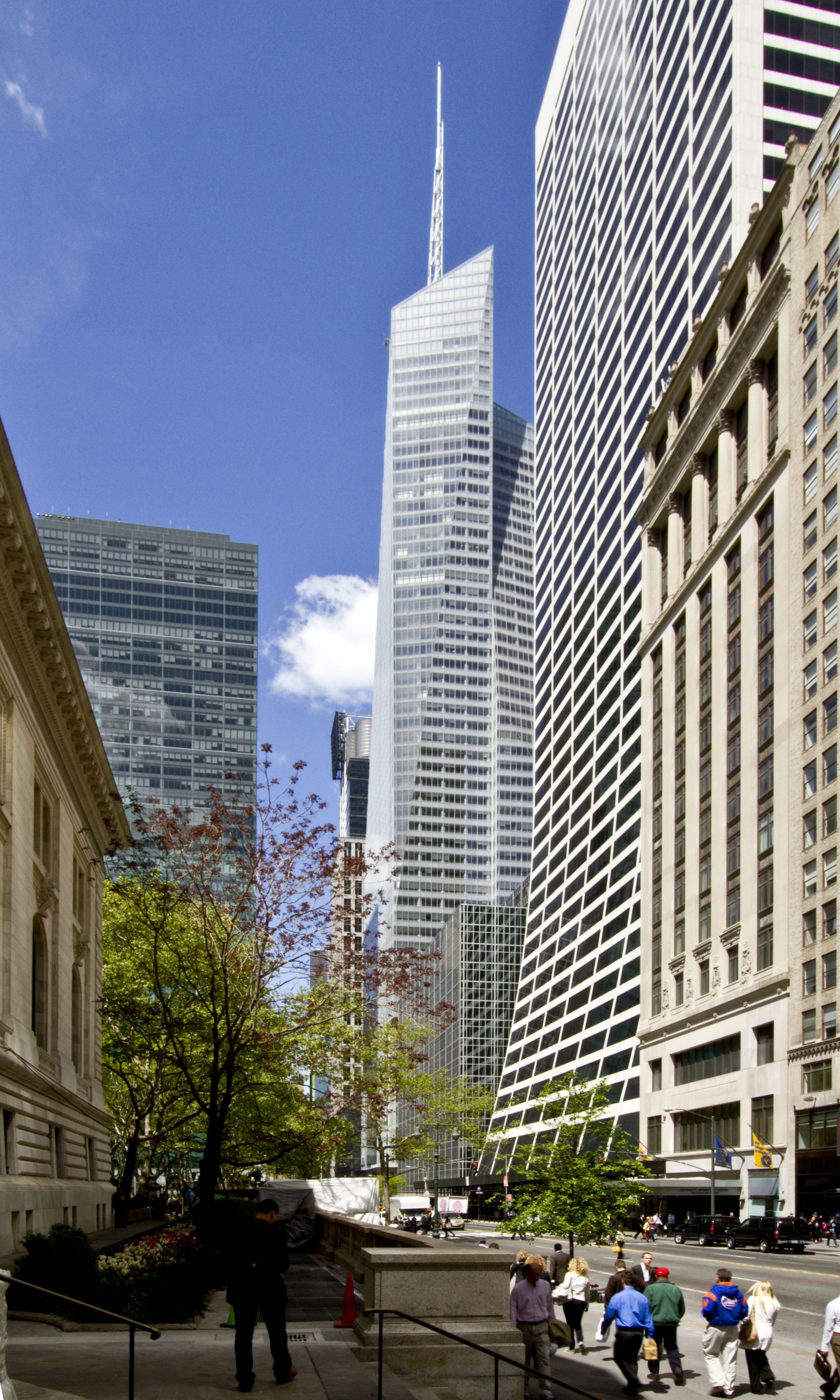
7. Bank of America Tower
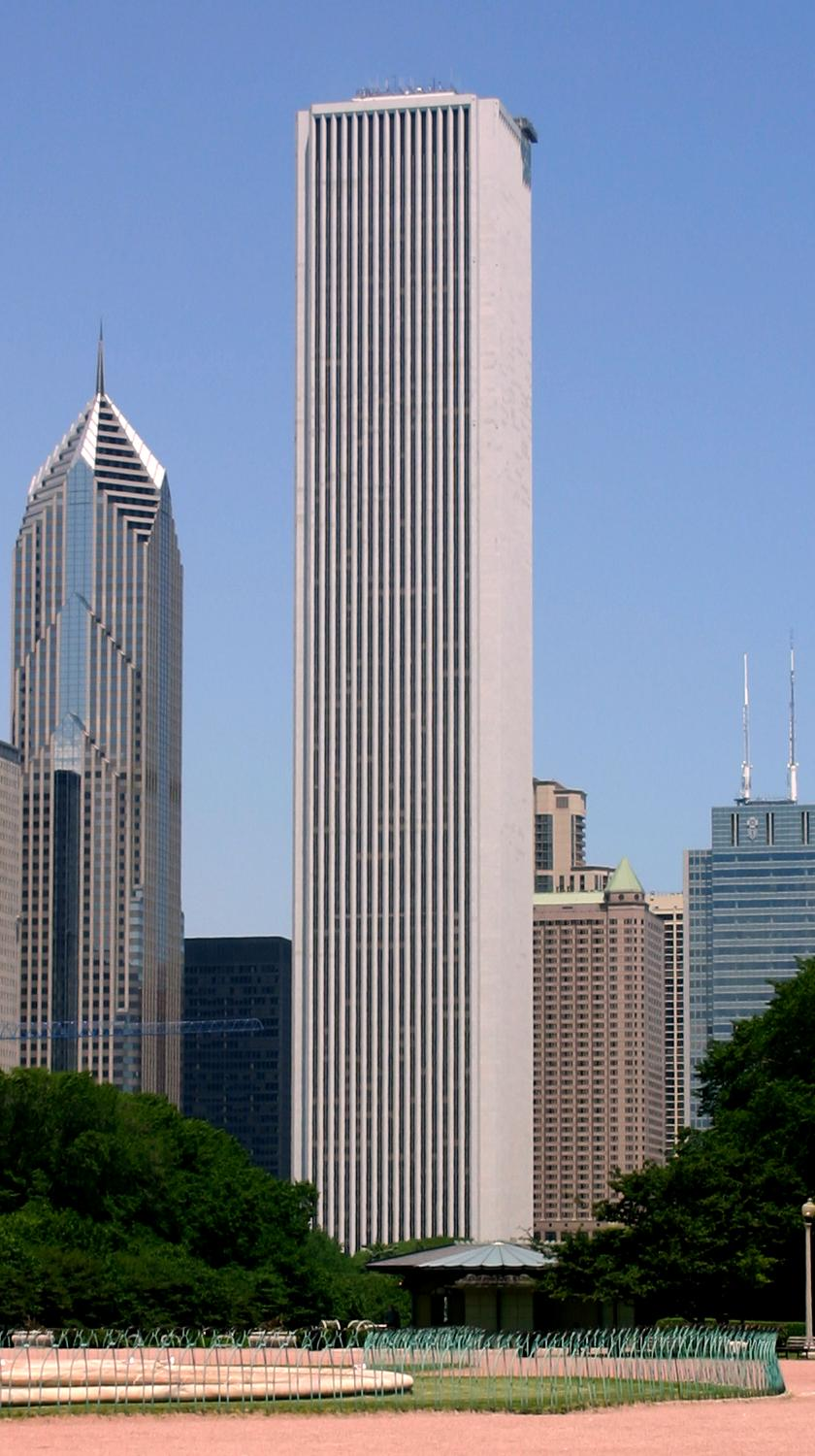
8. Aon Center
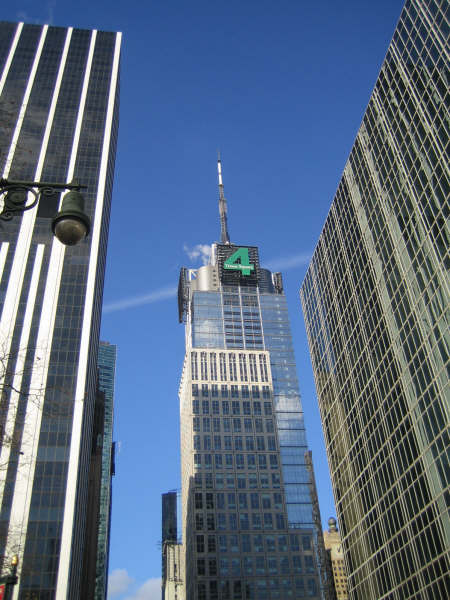
9. Condé Nast Building
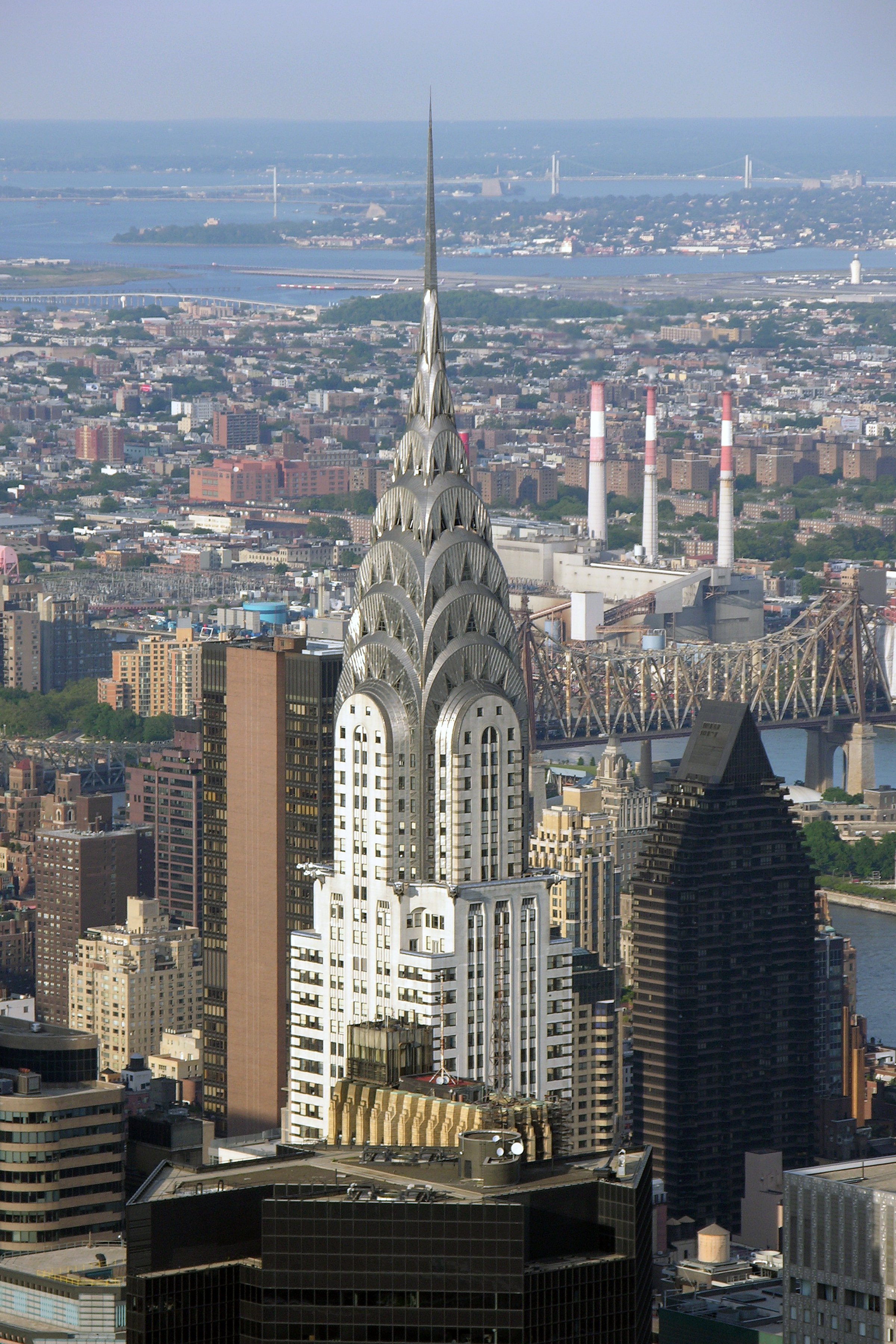
10. Chrysler Building
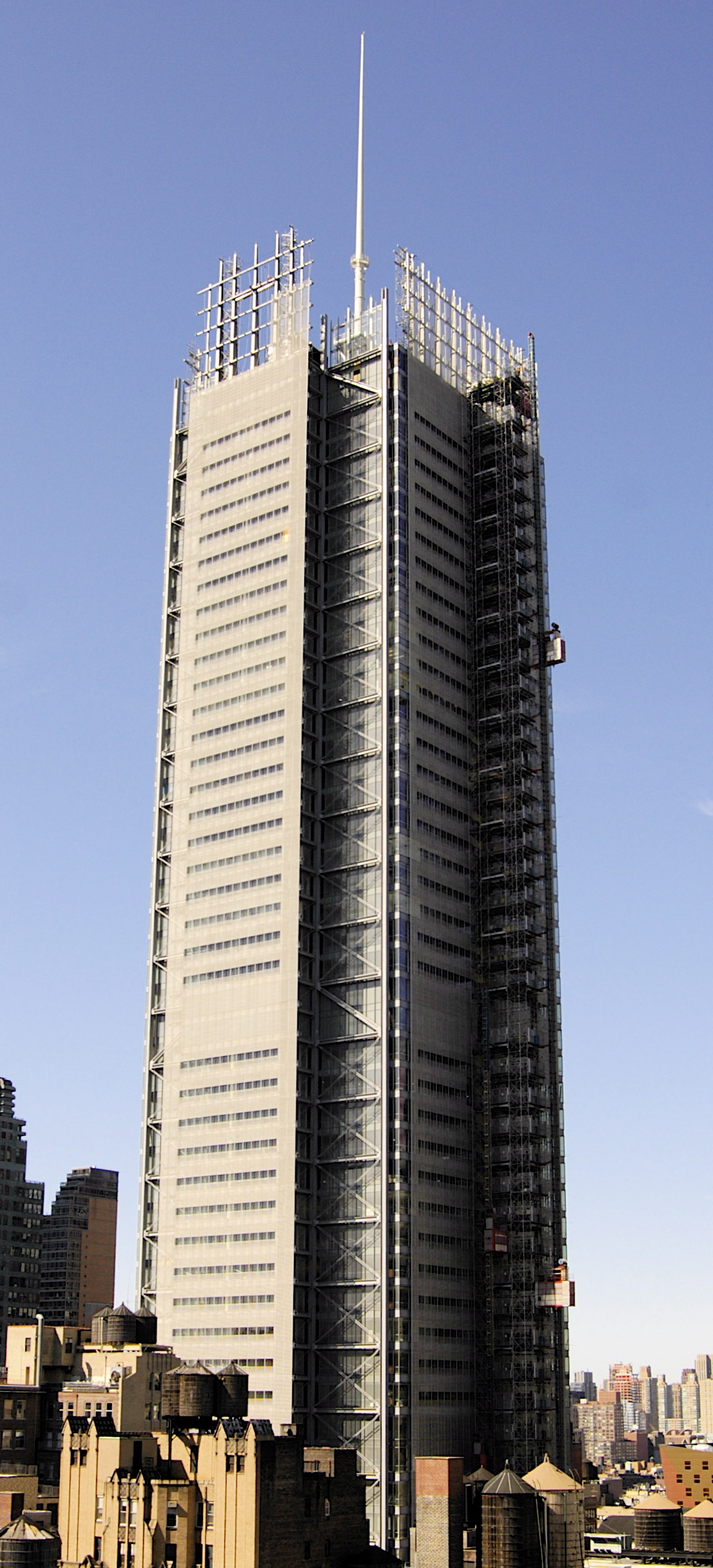
11. New York Times Building
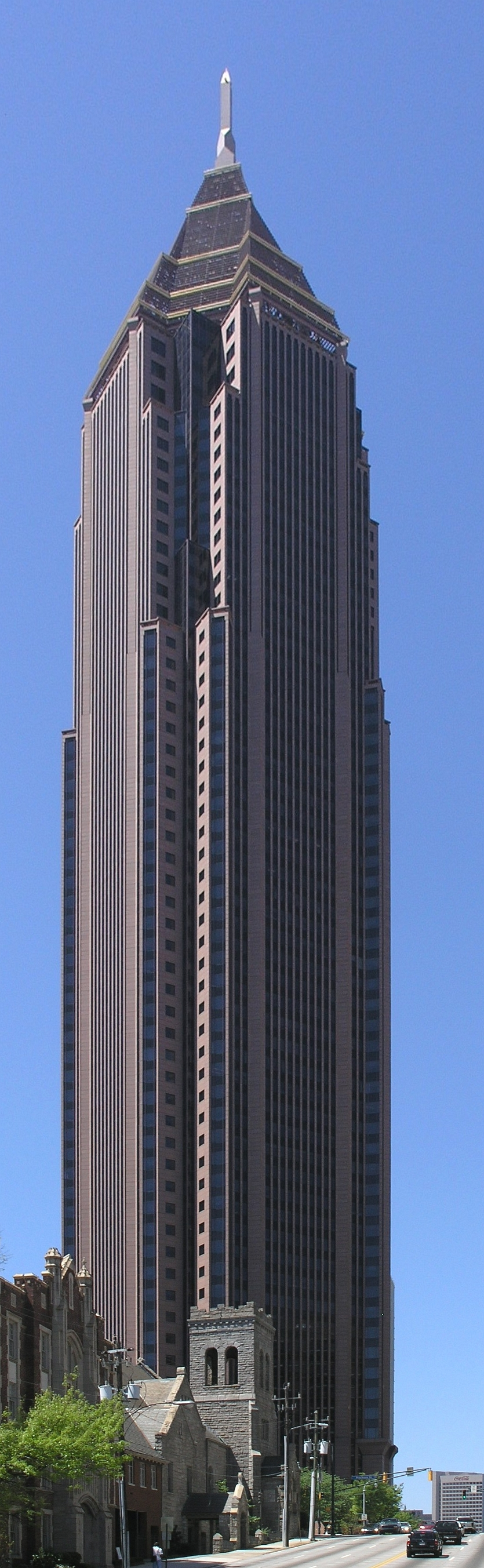
12. Bank of America Plaza
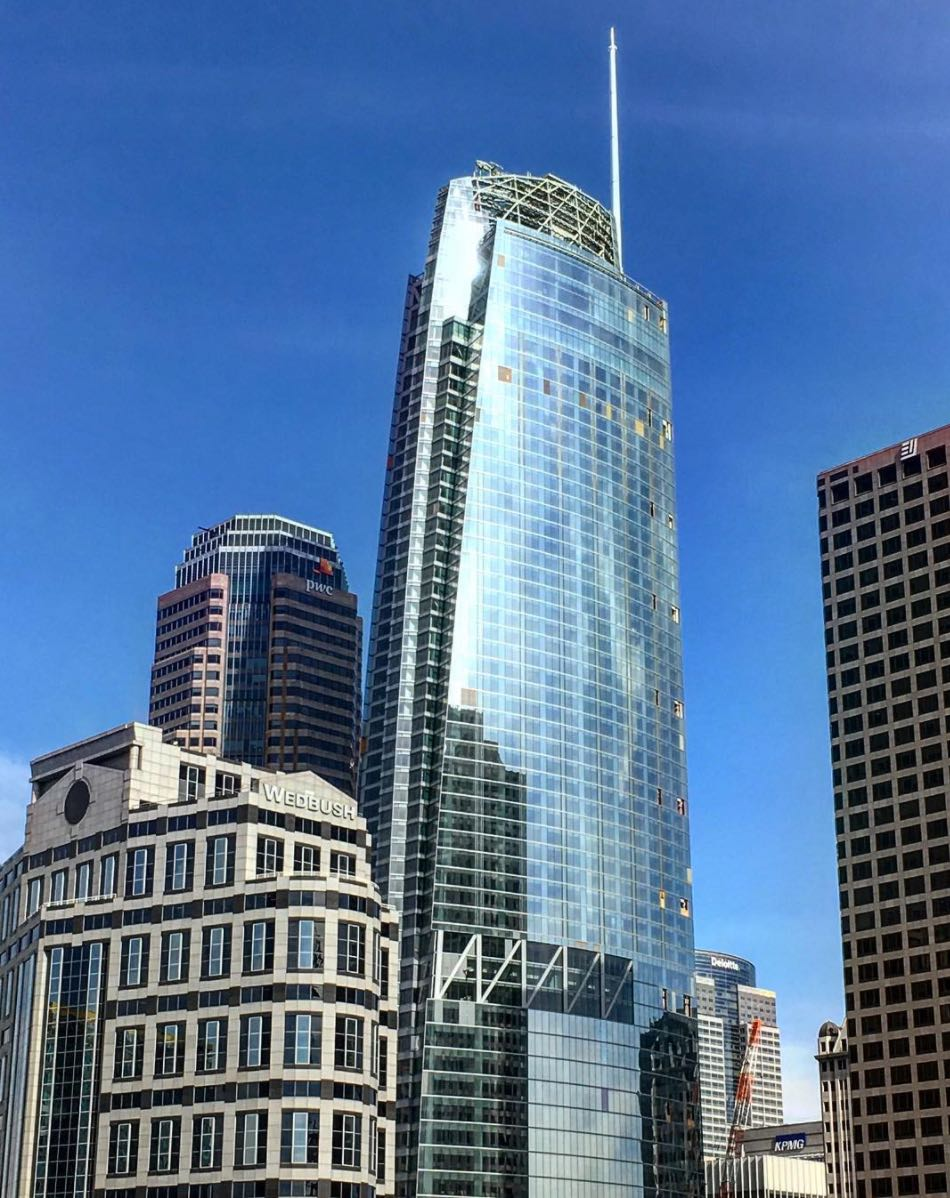
13. Wilshire Grand Center
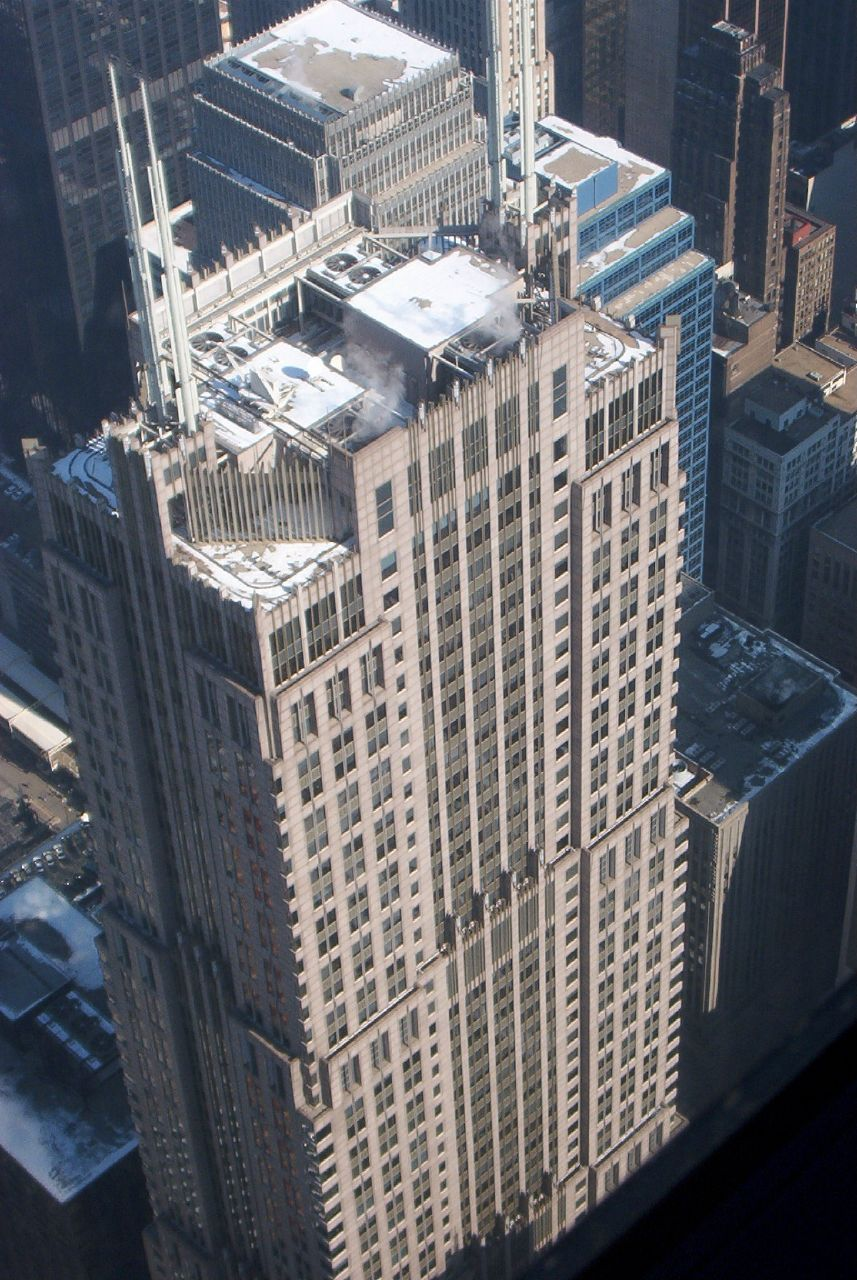
14. Franklin Center
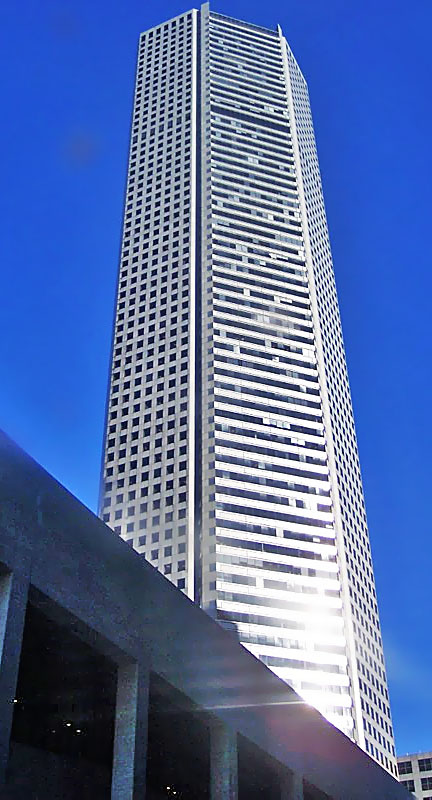
15. JPMorgan Chase Tower
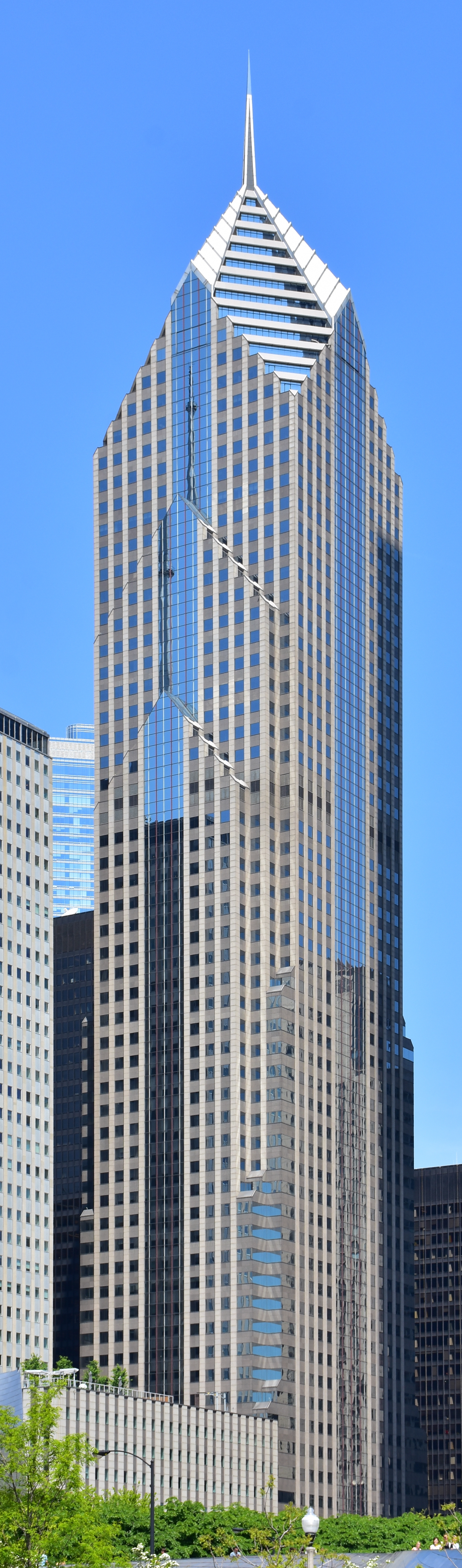
16. Two Prudential Plaza
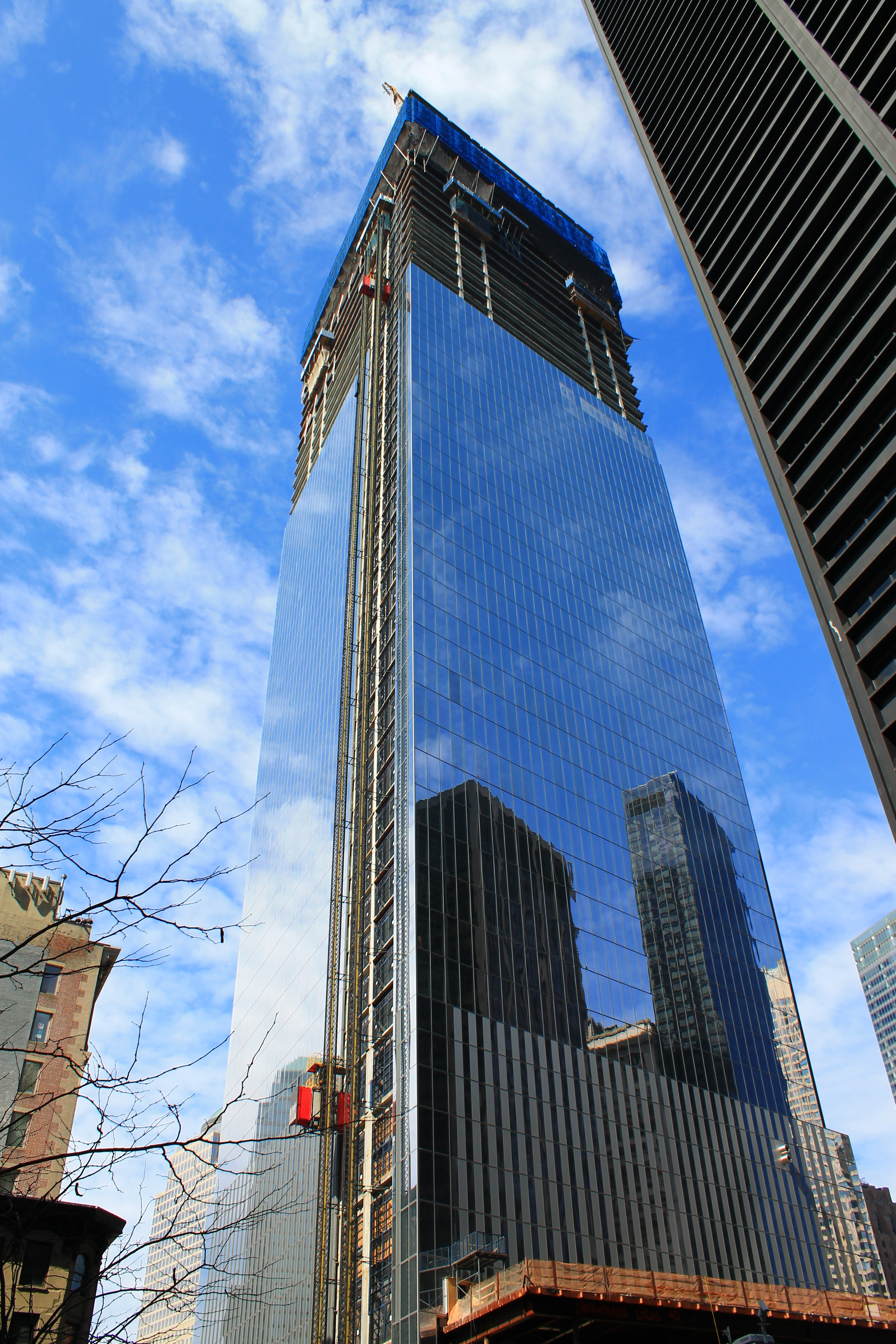
17. Four World Trade Center
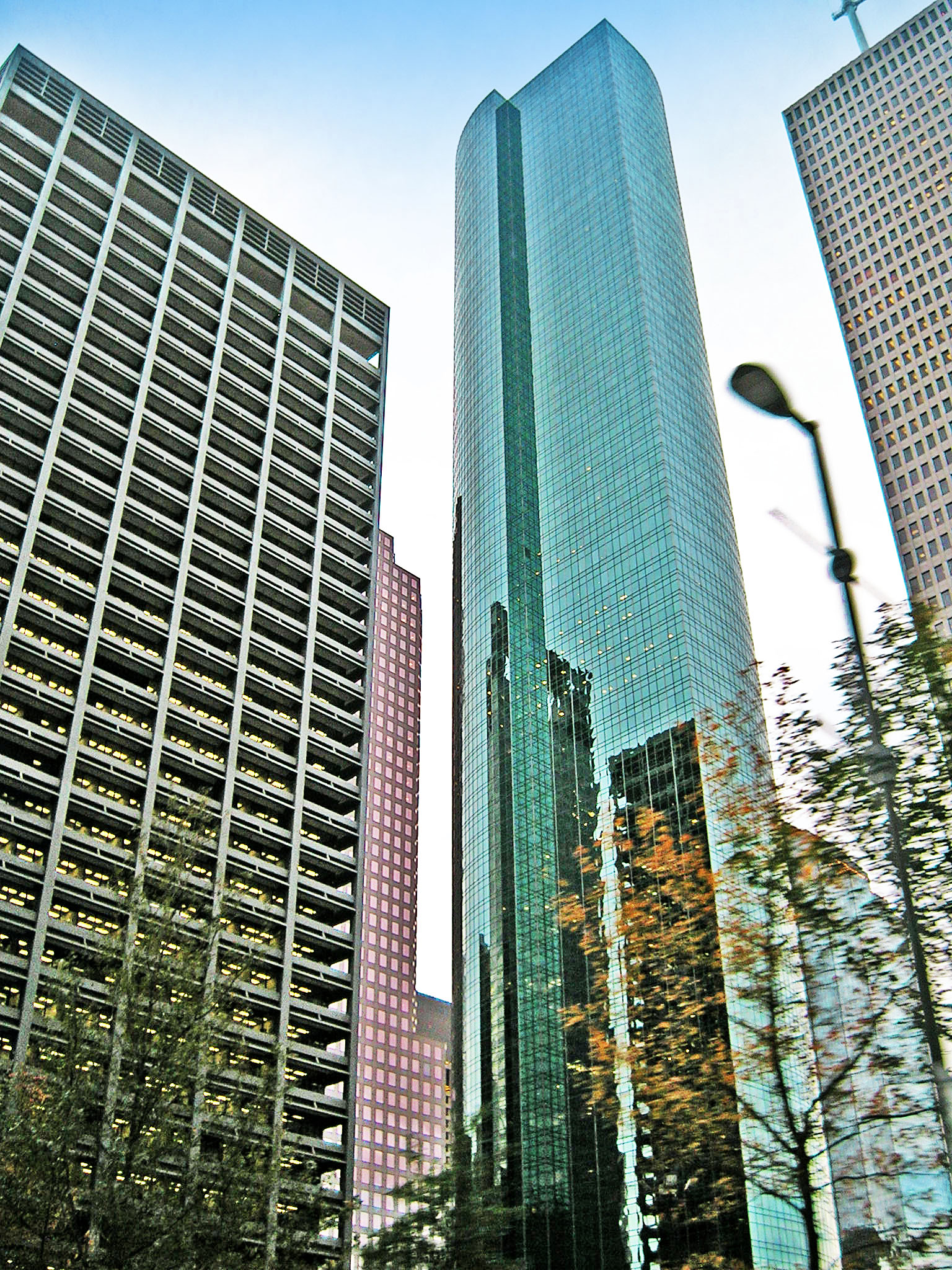
18. Wells Fargo Plaza
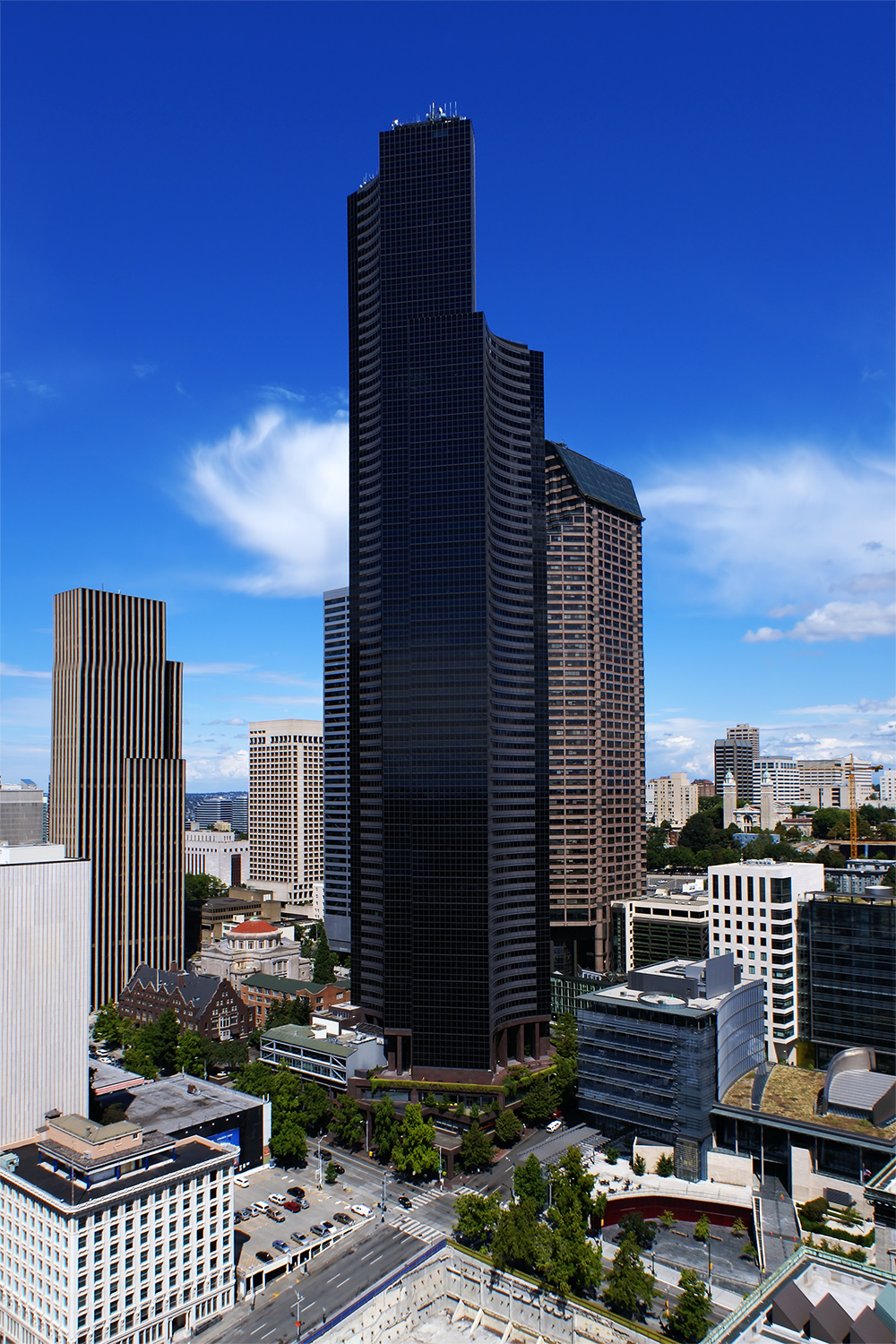
19. Columbia Center
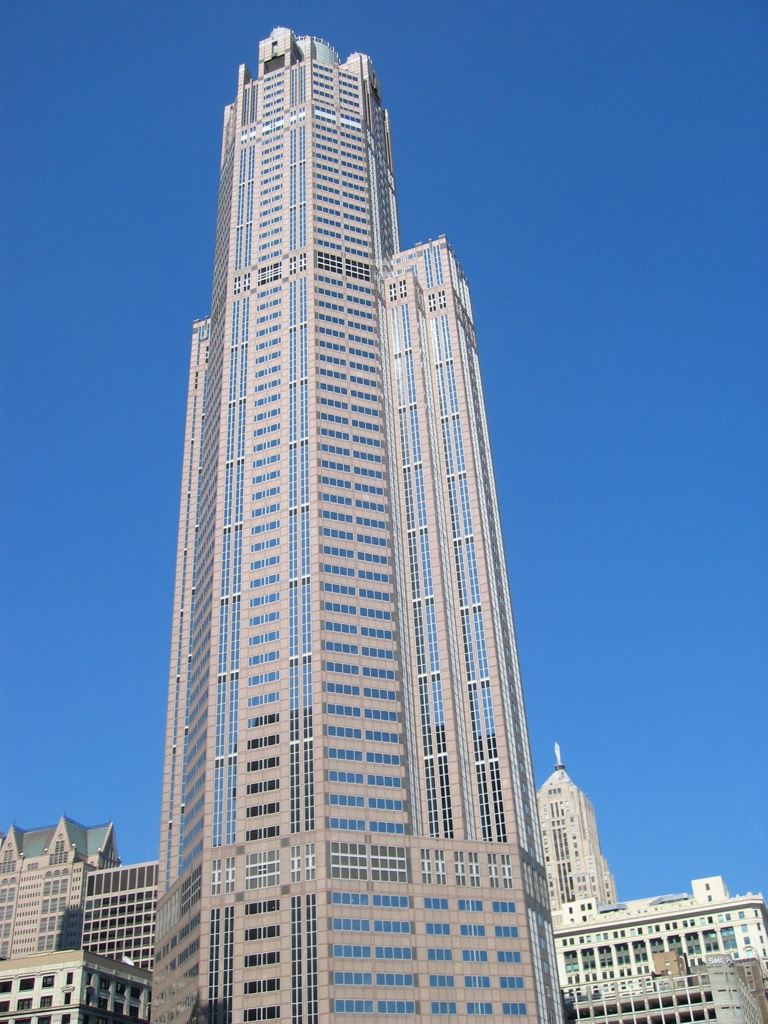
20. 311 South Wacker Drive